# Zoo de Naples
Le zoo de Naples est un zoo italien.

## Histoire
Le zoo a été fondé en 1940 mais, en raison de la Seconde Guerre mondiale, il n'a été ouvert de manière permanente au public qu'en 1949, dans le secteur de la Mostra d'Oltremare. 
Deuxième zoo italien à être inauguré (après celui de Rome), il sera considéré pendant plus d'un quart de siècle comme un lieu idéal pour mener des recherches scientifiques, devenant célèbre dans toute l'Europe, car il abritait de nombreux animaux rares et possédait en outre une précieuse collection botanique et un patrimoine artistique de grand intérêt et de valeur (grâce à l'intervention de Luigi Piccinato). 
Parmi les réalisations majeures du parc animalier figurent les premières naissances de l'oréotrague et du vautour royal dans le monde, de gerenuks en Europe et de rhinocéros noirs en Italie Mais dans les années 1980, a commencé une phase difficile pour le zoo : touché par l'abandon et la dégradation progressives, due aux dettes accumulées par la société qui l'a gérée, le zoo de Naples fermera en septembre 2003. Immédiatement après la fermeture, des animaux sont tués dans le zoo par manque de nourriture, d'espace et d'eau.. Plus tard, le zoo est géré par la société Park and Leusure, propriétaire du parc Edenlandia, après une longue période de crise et d'abandon.

### Histoire récente
En 2009, plusieurs lionceaux sont nés ; à la suite de ces naissances, le zoo a commencé à apporter sa contribution au projet de sauvetage du lion asiatique, en plus du sauvetage de la chèvre napolitaine auquel il avait déjà adhéré. Depuis 2008, il n’y a plus de girafes dans le zoo, alors que le dernier lion de mer est mort en 2010. En 2011, le projet visant à créer un grand "parc familial" a échoué, intégrant le zoo à Edenlandia. Ainsi commença une nouvelle longue période de négligence et de dégradation, manquant de nourriture pour les animaux et d’argent pour maintenir la structure en vie.
Le 2 octobre 2013, l'entrepreneur napolitain Francesco Floro Flores a repris le zoo après une longue période de négligence et de dégradation, promettant de le transformer en bioparc. Début 2016, des spécimens arrivaient au zoo, tels que des girafes, des éléphants, des hippopotames et le crocodile du Nil.

## Zoo

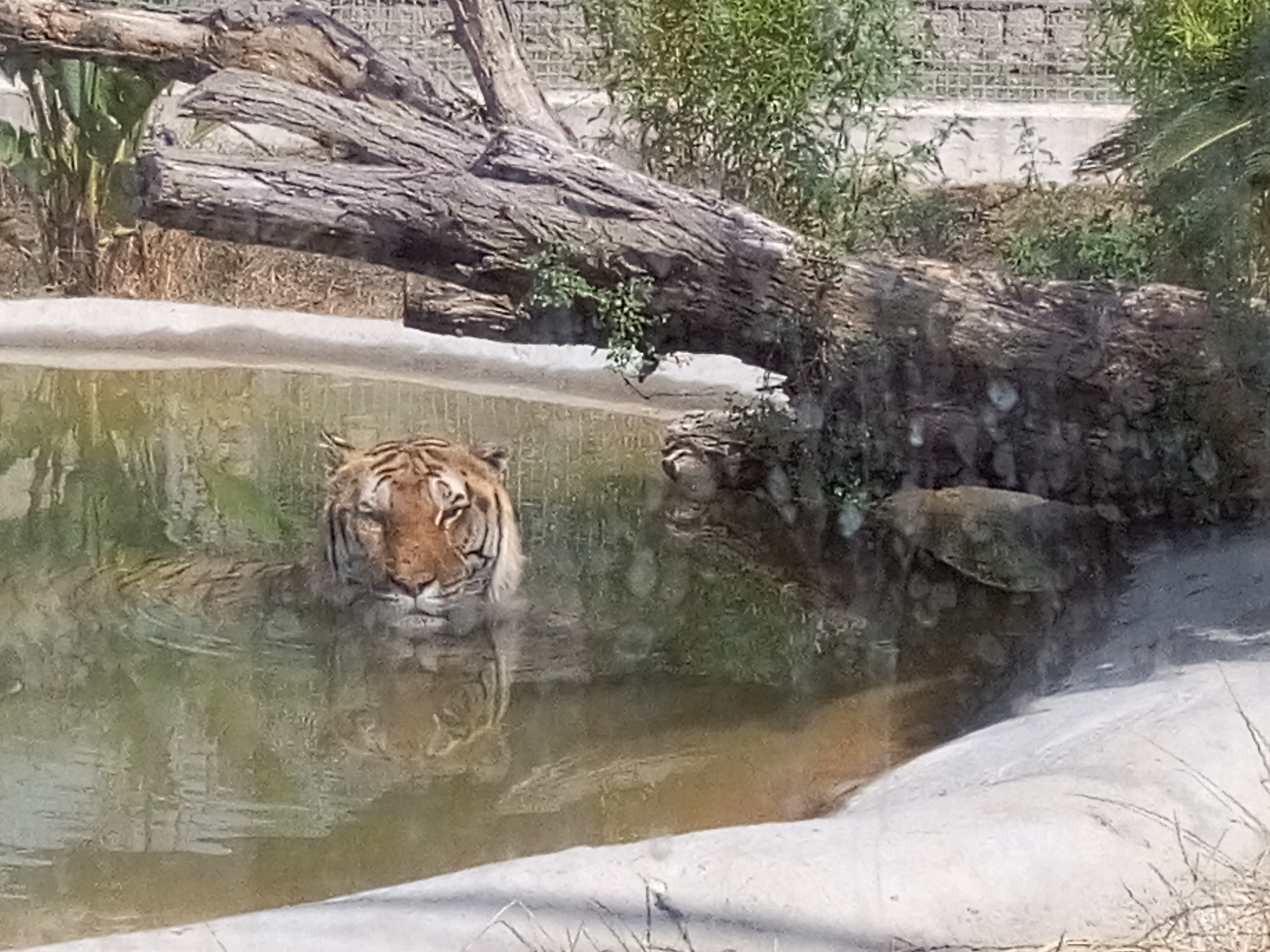
Tigre au zoo de Naples

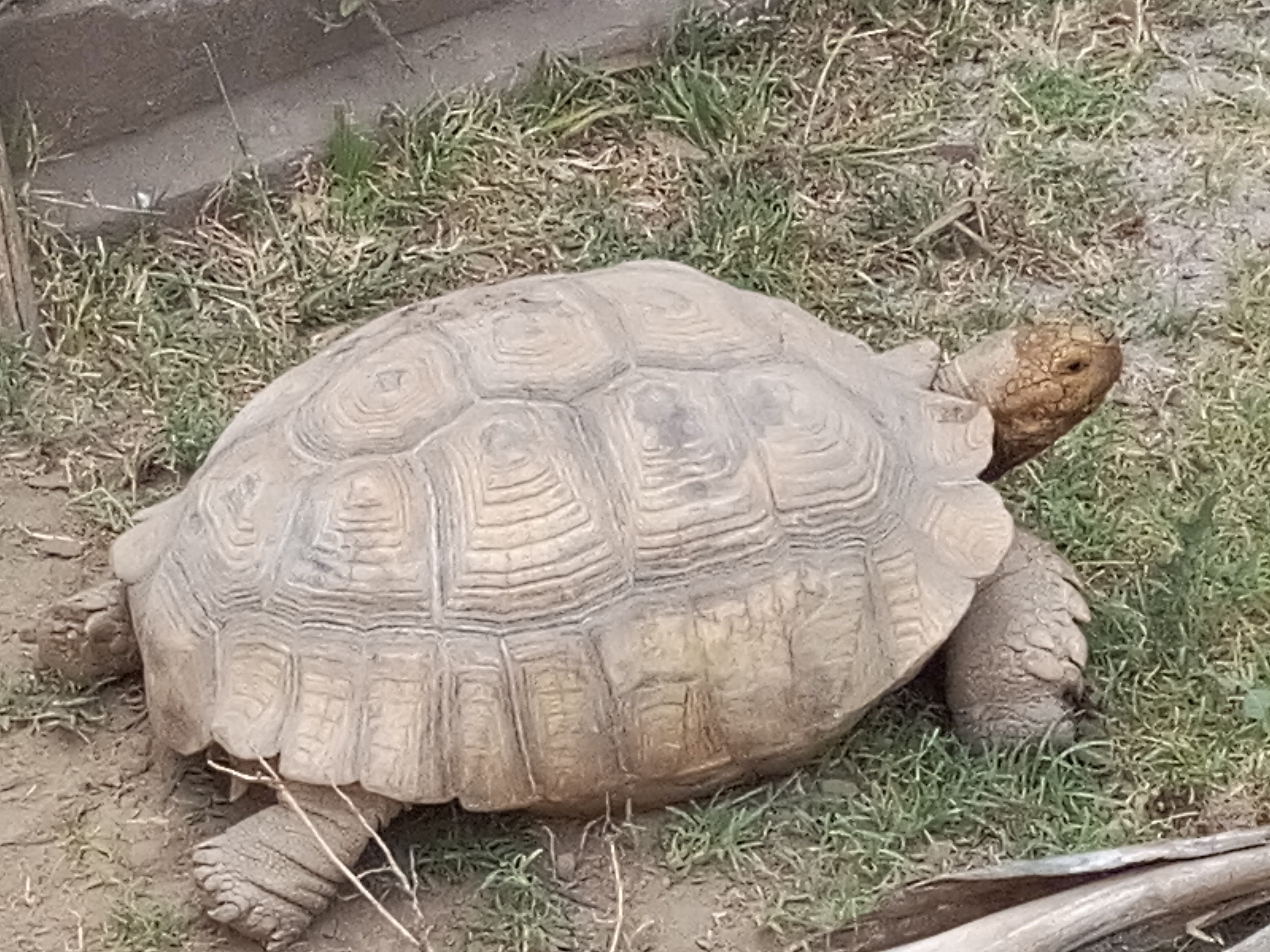
Tortue au zoo

Après un long processus de restauration, le zoo a acquis de nouveaux espaces dédiés aux animaux et respectant les normes de qualité européennes, construits ou adaptés au cours de la période 2014-2016. Ces dernières années, de nombreuses activités didactiques destinées aux enfants ont été reprises. Il y a eu de nombreuses naissances parmi les animaux, ainsi que des arrivées en provenance d'autres structures zoologiques. Plusieurs zones sont visibles, en partie réaménagées des structures précédentes :
- Reptilarium et insectarium
- Volière
- Cabane du Savoir (Zone éducative)
- Habitats diversifiés (kangourous, siamangs, lémuriens, phoques, tapirs, maras, ours, etc.)
- Zone des tigres
- Aire des éléphants
- Ferme pédagogique
- Savane : gnous, grues, zèbres, sitatungas, hippopotames, girafes, antilopes, etc.
- Zone des crocodiles
- Zone des tortues africaines
- zone du serval

Le zoo a lancé le programme Operation 2.0 dans le but de mener des programmes de recherche scientifique et de conserver les espèces menacées d'extinction, afin de pouvoir faire partie intégrante de l'Association Européenne des Zoos et Aquariums.

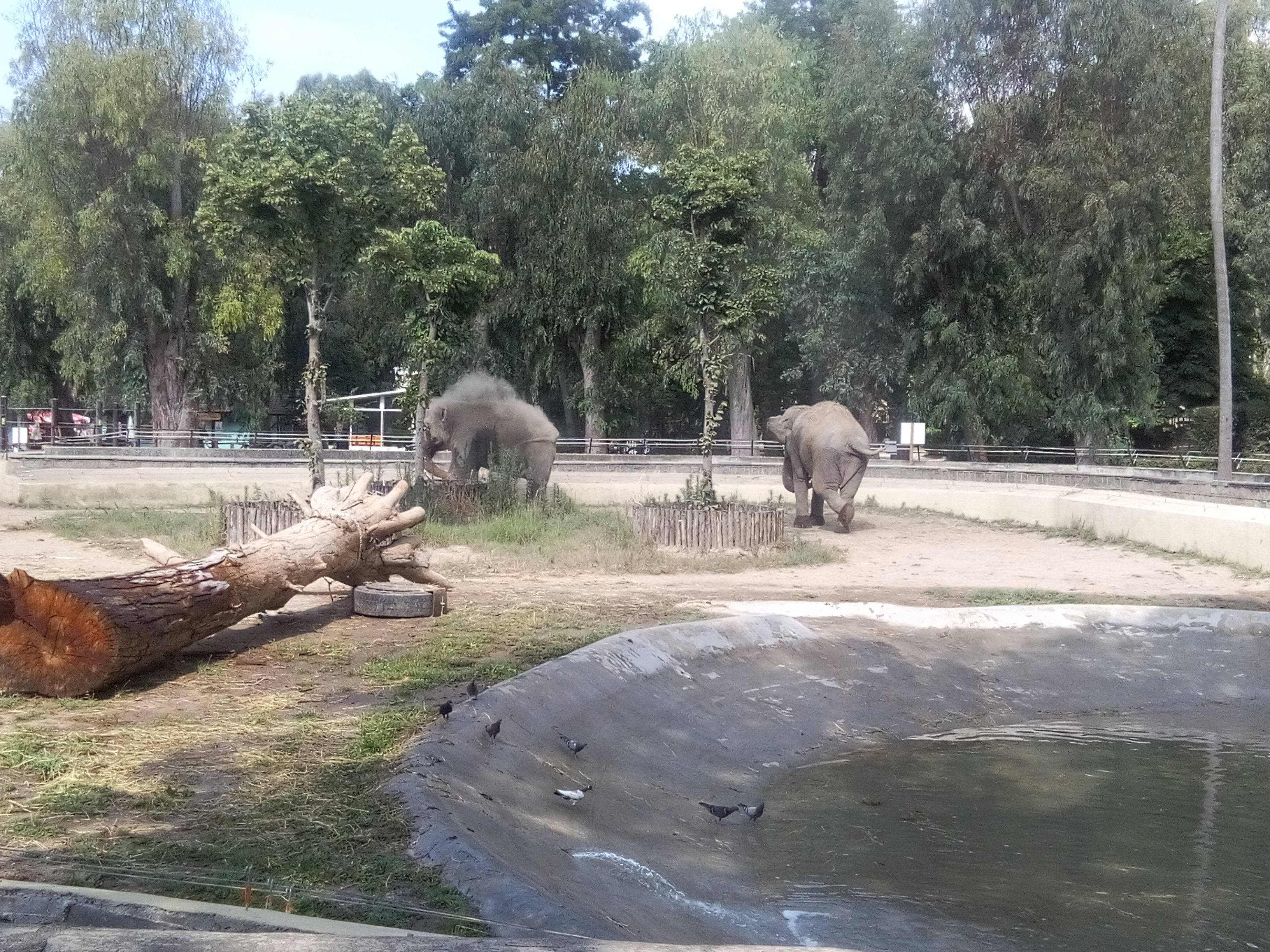
Éléphants au zoo de Naples

## Animaux

### Mammifères
- Alpaga
- Âne domestique
- Âne de l'Asinara
- Chameau
- Chèvre Angora
- Chèvre domestique
- Chien de prairie
- Caracal
- Cochon d'Inde péruvien
- Cercopithèque de Brazza
- Cerf tacheté
- Spermophile
- Coati rouge
- Cobe defassa
- Lapin Bélier
- Lapin sauvage
- Géant des Flandres
- Daim
- Éléphant d'Asie
- Falabella
- Phoque commun
- Fossa
- Binturong
- Girafe
- Gnou
- Hippopotame
- Porc - épic
- Lama
- Lémur Catta
- Lion
- Léopard du Sri Lanka
- Cobe du Nil
- Macaque du Japon
- Mara
- Ours brun d'Eurasie
- Panthère noire
- Poney Shetland
- Putois d'Amérique
- Écureuil roux
- Serval
- Siamang
- Sitatunga
- Tapir d'Amérique du Sud
- Tigre du Bengale
- Tigre blanc
- Tigre de Sumatra
- Wallaby à col rouge
- Zèbre de Grant

### Oiseaux
- Canard mandarin
- Canard musqué
- Canard émeraude
- Ara jaune-bleu
- Céréopse
- Cigogne blanche
- Cygne à cou noir
- Cygne noir
- Cygne tuberculé
- Cormoran commun
- Coureur indien
- Oie indienne
- Oie sauvage
- Emeu
- Faisan de Lady Amherst
- Flamant rose
- Canard colvert
- Grue commune
- Grue couronnée
- Ibis sacré
- Canard souchet
- Perruche à joues vertes
- Pélican commun
- Nandou
- Autruche
- Tadorne

### Reptiles et amphibiens
- Crocodile du Nil
- Iguane rhinocéros
- Python royal
- Python réticulé
- Grenouille australienne
- Tortue africaine
- Tortue des marais
- Tegu d'Argentine
- Serpent des blés
- Serpent de lait
- Serpent de beauté chinois